# Parque nacional de los Everglades
El parque nacional de los Everglades (en inglés Everglades National Park) se encuentra en el extremo sureste de los Estados Unidos en el estado de Florida. Protege la parte meridional de los Everglades, al sur de la carretera federal 41, que en su recorrido por el borde del parque nacional recibe el nombre de Tamiami Trail. El parque actualmente posee una extensión de 6104 kilómetros cuadrados y sólo representa el 20% de la extensión original del humedal. Acoge un ecosistema único del mundo.
Everglades, cuya traducción podría ser "ciénagas eternas", fue conocido por los españoles como Cañaveral de La Florida.
El parque fue creado el 6 de diciembre de 1947, aunque la autorización para su creación databa del 30 de mayo de 1934. En 1976, fue declarado reserva de la biosfera por la Unesco, en 1979, Patrimonio de la Humanidad, y en 1987, humedal de importancia internacional. Entre 1993 y 2007 estuvo inscrito en la lista del Patrimonio de la Humanidad en peligro, volviendo a incluirse en 2010. En 1978, cerca del 86% del parque fue designado Área Natural Silvestre con el nombre de Marjory Stoneman Douglas Wilderness.
El único acceso por autopista es la carretera estatal 9336, que une Florida City con la costa en Flamingo. Las únicas construcciones en el interior del parque son los centros de visitantes y unos pocos edificios auxiliares. Hay algunos aparcamientos y caminos en el parque, de los que el más famoso es el llamado Anhinga Trail, que permite observar de cerca aves como las garzas y la aninga americana (Anhinga anhinga). Esta última se posa a menudo en las barandillas de las pasarelas de madera.

## Geografía
El parque nacional está rodeado, al este, por las zonas agrícolas y urbanas de Miami, Homestead y Florida City; al sur se encuentran el estrecho y los cayos de Florida; al oeste, el golfo de México y al norte, la reserva nacional Big Cypress. En el extremo suroeste del parque se encuentra el lago Ingraham, el más meridional de los Estados Unidos.
En la sección sudoriental del parque, al oeste de Homestead y Florida City, en la carretera 9336, se encuentra el Centro de Visitantes Earnest F. Coe, que alberga las oficinas centrales del parque. A unos seis kilómetros al oeste está el Centro de Visitantes Royal Palm, y un poco más hacia el oeste se encuentran los centros Daniel Beard y Hidden Lake. Todos estos centros están rodeados por un área de pinares.
El canal de Taylor (Taylor Slough) corre desde Royal Palm hasta la bahía de Florida. Un slough, en los Everglades, es una zona de aguas algo más profundas donde existe una corriente, lenta pero medible; los sloughs son los ríos de los Everglades.
A unos seis kilómetros al oeste de Royal Palm por la carretera 9336 está el cayo de Long Pine Key. No es en realidad una isla, sino un área de acampada entre pinares. Seis kilómetros más allá está el mirador de Pahayokee, una plataforma elevada de observación desde donde se domina el parque hacia el norte.
Siguiendo hacia el sur, la carretera 9336 cruza un gran pantano de cipreses. En el borde exterior de este pantano se encuentra Mahogany Hammock, un camino que se interna en el parque. Más al sur se llega a los manglares pantanosos de la costa. Escondidos entre los miles de mangles hay cientos de pequeños lagos y ríos que desembocan en el estrecho de Florida. Los estuarios pantanosos de esta zona son los únicos lugares de los Estados Unidos donde se pueden encontrar cocodrilos, aunque son muy raros. En estos estuarios también hay manatíes, visibles en la superficie en las frías mañanas del otoño. La carretera termina en el Centro de Visitantes de Flamingo, el más meridional del parque. Está situado en la árida pradera costera, al norte de la bahía de Florida. Hay varios caminos que conducen desde Flamingo al oeste hasta el Cabo Sable, en el extremo sudoccidental de Florida. También sale de Flamingo la llamada Wilderness Waterway, una ruta en canoa de unos 150 kilómetros que llega hasta el Centro de Visitantes Gulf Coast, en el norte. Este centro acoge tanto a los visitantes del noroeste del parque nacional como a los de la vecina Reserva nacional Big Cypress.

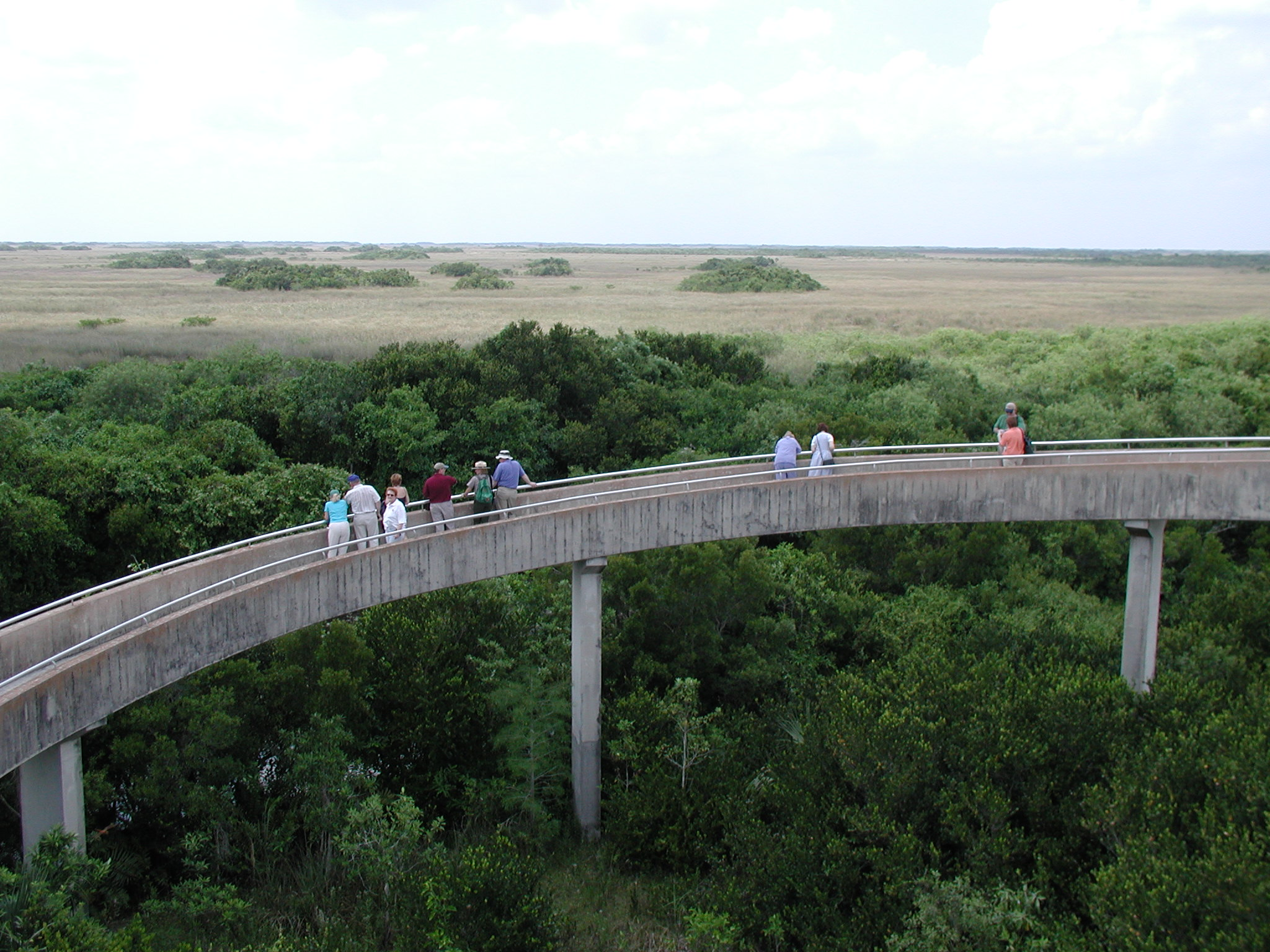
Pasarela de observación.

En la parte norte del parque se encuentra el Centro de Visitantes Shark Valley. Un camino circular de unos once kilómetros permite el acceso al canal de Shark River (Shark River Slough), una corriente de agua dulce que comunica el lago Okeechobee, al norte del parque, con la costa del suroeste. A lo largo del canal hay cientos de montecillos boscosos que albergan muchas de las especies de mamíferos y rapaces de los Everglades, rodeados de interminables extensiones de pradera (Cladium) donde se pueden encontrar aves acuáticas y aligátores. Una torre de observación permite observar la pradera hacia el sur.

### Hidrografía
Si bien son comunes en la parte norte de Florida, ningún manantial subterráneo suministra agua al sistema de los Everglades. Un depósito subterráneo llamado acuífero de Florida se encuentra a unos 300 m (1000 pies) debajo de la superficie del sur de Florida. Los Everglades tienen una inmensa capacidad de almacenamiento de agua, debido a la piedra caliza permeable debajo de la tierra expuesta. La mayor parte del agua llega en forma de lluvia y una cantidad importante se almacena en la piedra caliza. El agua que se evapora de los Everglades se convierte en lluvia sobre las áreas metropolitanas, proporcionando el suministro de agua dulce para la región. El agua también fluye hacia el parque después de caer en forma de lluvia hacia el norte sobre las cuencas del río Kissimmee y otras fuentes del lago Okeechobee, para aparecer en los Everglades días después. El agua desborda el lago Okeechobee hacia un río de 40 a 70 millas (64 a 113 km) de ancho, que se mueve casi imperceptiblemente.

## Clima
El clima de los Everglades se encuentra en una zona de transición entre el clima subtropical y el tropical. Como la mayoría de las regiones con este tipo de clima, hay dos estaciones básicas: una "estación seca" (invierno) que se extiende desde noviembre hasta abril, y una "estación húmeda" (verano), que se extiende desde mayo hasta octubre. Alrededor del 70% de la precipitación anual en el sur de Florida se produce en la temporada de lluvias, a menudo como breves pero intensos aguaceros tropicales. La estación seca ve poca lluvia y la humedad es a menudo muy baja. La estación seca puede ser severa, pudiéndose generar incendios forestales en esta época.
El rango anual de temperaturas en los Everglades es bastante pequeño, que van desde una temperatura media mensual de alrededor de 18 °C en enero a 29 °C en julio. Las altas temperaturas en la temporada caliente y húmeda (verano) por lo general superan los 32 °C. Las precipitaciones medias anuales son de aproximadamente 1600 mm, constituyendo la zona más lluviosa de la costa este del país.

## Flora
El suelo, sujeto a frecuentes inundaciones, es muy fértil, pero gradualmente se está desecando. La vegetación es lujuriante; entre las especies indígenas hay robles, podofilas (Podophyllum peltatum), pepinos, asiminas, anonas coloradas (Annona reticulata), el Pino ellioti (Pinus elliottii), el metopium toxiferum y Palmito salvaje (Serenoa repens), así como los famosos manglares en la línea de costa del parque; además hay muchas variedades de flores silvestres, entre las que destacan las orquídeas.

## Fauna

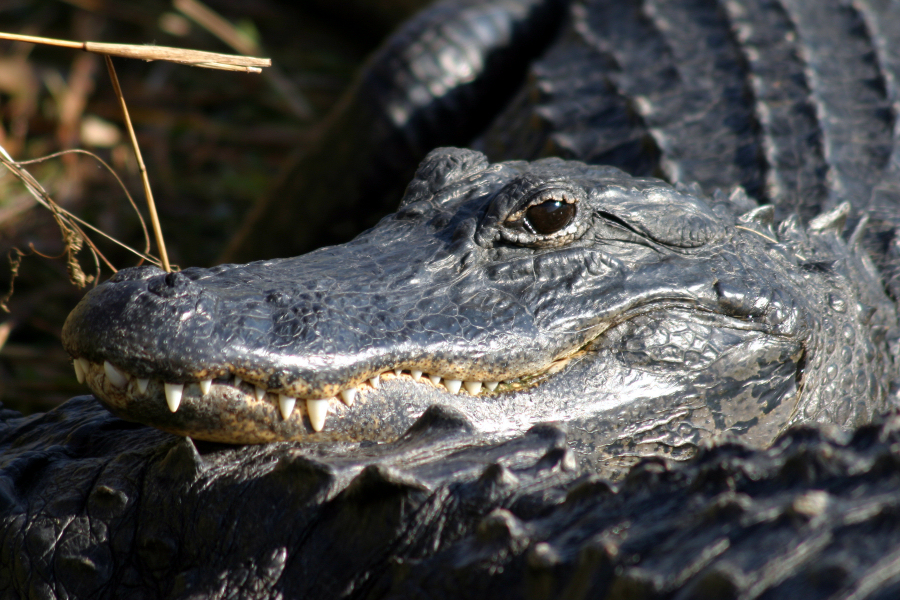
El aligátor americano es la especie más emblemática del parque.

Entre las aves características del parque destacan el busardo colicorto (Buteo brachyurus), el garrapatero aní (Crotophaga ani) y el flamenco americano (Phoenicopterus ruber). Abundan las aves acuáticas, como las garzas, los ibis, el tántalo americano (Mycteria americana) y la espátula rosada (Ajaia ajaja). También está presente el carrao (Aramus guarauna). Entre las rapaces abundan el busardo de hombros rojos (Buteo lineatus) y el águila pescadora (Pandion haliaetus); más raro es el caracolero (Rostrhamus sociabilis). En la bahía de Florida abundan los pelícanos, limícolas, charranes y rayadores.
En los cursos de agua hay nutrias (Lontra canadensis), manatíes del Caribe (Trichechus manatus), aligátores (Alligator mississippiensis) y cocodrilos (Crocodylus acutus). El parque es el único lugar del mundo en el que aligátores y cocodrilos coexisten naturalmente. Aquí también se encuentran numerosas especies de tortugas, entre ellas la típica tortuga de vientre naranja. También se encuentran en el parque ciervos y los últimos pumas de Florida así como también una gran cantidad de serpientes.

## Consejos prácticos

### Circulación

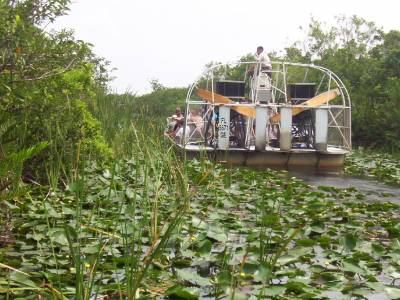
Típica embarcación de los Everglades.

- En automóvil: sólo hay 2 "carreteras" que lo cruzan: la Tamiami trail (que conecta Tampa a Miami) y la Alligator Alley.

Solamente hay una única estación de servicio para estas carreteras. Existe también otras vías secundarias: Flamingo trail (Pista Flamenco), Anhinga trail (Pista Anjinga), etc.
- El hidrodeslizador, representa el medio de transporte ideal para navegar sobre los pantanos y recorrer el manglar, mejor es tomar uno de estos llamados «airboat».

El parque nacional del Everglades está prohibido a toda embarcación motorizada, pero en sus alrededores se ofertan recorridos más o menos largas sobre terrenos privados. La máquina, el «drôle d'engin» como dicen los cajún son más bien rústicos. En realidad, es una gabarra amplia, de 5 a 8 metros de longitud con fondo plano, en madera, plástico o de aluminio donde las mercancías y los pasajeros se colocan delante (lo que logra la vista) mientras que en la parte de atrás se encuentra una especie de "promontorio" sobre la cual se coloca el piloto y un motor petardeante que muevea una enorme hélice.
El aparato empieza a moverse con suavidad desde el embarcadero; el petardeo ya muy pronunciado debido al escape libre. En las grandes hierbas, se descubren rápidamente los primeros "gators" indolentemente disimulados. Así la embarcación alcanza las 55 millas (70 km/h) en línea recta, es mucho más incómodo en los giros que es necesario prever bien de antemano. Con todo, nada (en todo caso los árboles) impide el avance de esta embarcación, ni las aguas, ni el lodo, ni las hierbas.

### Estancia
- Hoteles: se encuentran en Miami, Tampa y Flamingo City.

Bear Lake, el Flamingo Visitor Center así como el Micosukee Indian village son los otros lugares de interés para visitar. Aquí se pueden encontrar auténticos recuerdos de la cultura india: pinturas, lanzas, Tomahawks, etc.

## Historia humana

### Pueblos nativos
Los humanos probablemente habitaron por primera vez la región del sur de Florida hace entre 10.000 y 20.000 años. Dos tribus de nativos americanos se desarrollaron en el extremo sur de la península: los tequesta vivían en el lado oriental y los calusa, más numerosos, en el lado occidental. Los Everglades sirvieron como límite natural entre ellos. Los Tequesta vivían en una sola gran comunidad cerca de la desembocadura del río Miami, mientras que los Calusa vivían en 30 aldeas. Ambos grupos viajaron a través de los Everglades pero rara vez vivieron dentro de ellos, permaneciendo principalmente a lo largo de la costa.
Las dietas de ambos grupos consistían principalmente en mariscos y peces, pequeños mamíferos, caza y plantas silvestres. Al tener acceso únicamente a piedra caliza blanda, la mayoría de las herramientas fabricadas por los nativos americanos de la región estaban hechas de conchas, huesos, madera y dientes de animales; los dientes de tiburón se utilizaban como hojas cortantes y las cañas afiladas se convertían en flechas y lanzas.. Todavía existen montículos de conchas dentro del parque, lo que brinda a los arqueólogos y antropólogos evidencia de las materias primas disponibles para los pueblos indígenas para la construcción de herramientas. Los exploradores españoles estimaron que el número de Tequesta en el primer contacto era alrededor de 800 y Calusa en 2000; El Servicio de Parques Nacionales informa que probablemente había unos 20.000 nativos viviendo en los Everglades o cerca de ellos cuando los españoles establecieron contacto a finales del siglo XVI. Los Calusa vivían en estratos sociales y pudieron crear canales, movimientos de tierra y conchas. Los Calusa también pudieron resistir los intentos de conquista españoles.
Los españoles tuvieron contacto con estas sociedades y establecieron misiones más al norte, cerca del lago Okeechobee. En el siglo XVIII, los invasores creek incorporaron el número cada vez menor de tequesta a su propio territorio. En 1800 ni la tribu Tequesta ni la Calusa existían. Las enfermedades, la guerra y la captura para la esclavitud fueron las razones de la erradicación de ambos grupos. La única evidencia de su existencia dentro de los límites del parque es una serie de montículos de conchas que fueron construidos por los Calusa.
A principios del siglo XIX, los creeks, los esclavos africanos fugitivos y otros indios del norte de Florida desplazados por la Guerra Creek formaron la nación Seminola de la zona. Después del final de las Guerras Seminolas en 1842, los Seminolas se enfrentaron a la reubicación en territorio indio cerca de Oklahoma. Unos cientos de cazadores y exploradores Seminole se establecieron dentro de lo que hoy es la Reserva Nacional Big Cypress, para escapar de la emigración forzada hacia el oeste. Desde 1859 hasta aproximadamente 1930, los Seminoles y Miccosukee, una tribu similar pero lingüísticamente única, vivieron en relativo aislamiento y se ganaban la vida con el comercio. En 1928, se inició la topografía y la construcción del Tamiami Trail, a lo largo del límite norte del Parque Nacional Everglades. La carretera dividió en dos los Everglades, introduciendo un tráfico constante, aunque pequeño, de colonos blancos hacia los Everglades.
Algunos miembros de las tribus Miccosukee y Seminole continúan viviendo dentro de los límites del parque. La gestión del parque incluye la aprobación de nuevas políticas y procedimientos por parte de los representantes tribales "de tal manera que no entren en conflicto con el propósito del parque".

## Historia
De Florida con la esperanza de conservar al menos parte de los Everglades, propuso por primera vez que el área de convertirse en un parque nacional en 1923. Cinco años más tarde, la legislatura del estado de Florida creó el parque nacional de los Everglades tropicales de la Comisión para estudiar la formación de un área protegida. La comisión estaba encabezada por un desarrollador de la tierra se volvió conservacionista llamado Ernest F. Coe, quien fue apodado el padre de parque nacional Everglades. El plan original de Coe para el parque incluye más de 2 000 000 de hectáreas (8100 km²) incluyendo Cayo Largo y Big Cypress, y su negativa a hacer concesiones, casi impedido la creación del parque. Varios otros intereses, incluidos los desarrolladores de la tierra y los cazadores deportivos, exigió parte de la tierra se recortará.
La comisión también se encarga de proponer un método para recaudar el dinero para comprar la tierra. La búsqueda coincidió con la llegada de la Gran Depresión en los Estados Unidos, y el dinero para la compra de terrenos fue muy escaso. La Cámara de Representantes de EE. UU. autorizó la creación del nuevo parque nacional el 30 de mayo de 1934, pero pasó sólo con un piloto que aseguró no hay dinero sería asignado al proyecto durante al menos cinco años. Pasión de Coe y la politiquería EE. UU. Senador Spessard Holanda, ayudó a establecer plenamente, después de Holanda fue capaz de negociar 1 300 000 hectáreas (5300 km²) del parque, dejando de Big Cypress, Key Largo, el área de Turner River, y una de 22,000 acres (89 km²) las vías de tierra llamado "El agujero de la dona", que fue también de gran valor para la agricultura. Editor de The Miami Herald John Pennekamp fue fundamental en el impulso de la Legislatura de la Florida para recaudar $ 2 millones para comprar los terrenos privados dentro de los límites del parque. Fue dedicado por el presidente Harry Truman el 6 de diciembre de 1947, un mes después del libro de Douglas fue puesto en libertad. En el mismo año, varias tormentas tropicales azotó el sur de la Florida, lo que provocó la construcción de 1400 millas (2300 km) de canales, el envío de agua no deseados por los agricultores y los residentes en el océano.
El parque protege las gradas última de pino Rockland en la Florida
Poco ha cambiado en la década de 1960, cuando el parque estaba en peligro debido a la desviación de agua para las áreas metropolitanas. Aunque el Cuerpo de Ingenieros del Ejército de los EE. UU. estaba dirigida a proporcionar el agua suficiente para mantener el parque, el Cuerpo de no seguir adelante. Las batallas políticas se libraban por la cantidad de agua del parque estaba recibiendo, mientras que algunos de sus ríos y lagos, charcos de barro se hizo. En 1972 se introdujo un proyecto de ley para frenar el desarrollo en el Sur de la Florida y garantizar el parque nacional recibiría la cantidad de agua que necesita. Los esfuerzos se volvió a reparar el daño causado por décadas de mala administración: el Cuerpo de Ingenieros del Ejército cambió su enfoque en 1990 en la construcción de diques y canales a la construcción de proyectos puramente ambientales ".
Regiones originalmente delineada por Ernest Coe se va añadiendo lentamente en los últimos años al parque nacional Everglades, o incorporarse a otras áreas protegidas: Parque Nacional Biscayne, Reserva Nacional Big Cypress, John Pennekamp Coral Reef State Park en Key Largo, Ten Thousand Islands National Wildlife Refuge, y "El agujero de la dona", estaban todas protegidas después de la apertura del parque en 1947. Parque Nacional de Everglades fue declarado Reserva de la Biosfera el 26 de octubre de 1976. El 10 de noviembre de 1978, la mayor parte del parque fue declarado área silvestre. Denominaciones desierto cubierto 1 296 505 hectáreas (5246,77 km²) en 2003-cerca del 86 por ciento del parque. Fue declarada por la UNESCO Patrimonio de la Humanidad el 24 de octubre de 1979, y como Humedal de Importancia Internacional el 4 de junio de 1987.

## Los esfuerzos de restauración
Presidente George HW Bush firmó el parque nacional Everglades Ley de Protección y Expansión el 13 de diciembre de 1989, que añadió 109 506 hectáreas (443,16 km²) a la parte oriental del parque, el parque cerrado a hidrodeslizadores, dirigió el Departamento del Ejército para restablecer el agua a mejorar los ecosistemas en el parque nacional Everglades, y "directo (ed), el Secretario del Interior para gestionar el parque a fin de mantener la abundancia natural, la diversidad y la integridad ecológica de las plantas y animales nativos, así como el comportamiento de los animales nativos , como parte de su ecosistema ". Bush señaló en su declaración al firmar el acta, "A través de esta legislación que el río de hierba ahora se puede restaurar a su flujo natural del agua". En 1993, sin embargo, el parque fue colocado en la Lista del Patrimonio Mundial en peligro.
En 2000, el Congreso aprobó una iniciativa federal para restaurar los Everglades, llamado Comprehensive Everglades Restoration Plan (CERP), con los objetivos de la "restauración, preservación y protección del ecosistema del sur de Florida, mientras que proporciona el agua para otras necesidades relacionadas de la región" , y que afirma ser la restauración ambiental más grande en la historia. Fue un controvertido plan, los detractores preocupados de que "se basa en tecnologías de la incertidumbre, pasa por alto la calidad del agua, subsidia el crecimiento y dañar los retrasos de sus beneficios ambientales". Los partidarios del plan incluyen la National Audubon Society, que fue acusado por los Amigos de los Everglades y la Fundación Legal de la Biodiversidad de dar prioridad a los intereses agrícolas y comerciales.
Anhinga Trail lleva el nombre del ave
CERP proyectos están diseñados para capturar 1,7 mil millones de galones (6,4 mil millones litros) de agua fresca cada día, almacenarlo en depósitos subterráneos y la liberación del agua a las zonas dentro de los 16 condados en el sur de la Florida. Aproximadamente 35.600 hectáreas (144 km²) de humedales artificiales se van a construir para confinar el agua contaminada antes de que sea entregado a los Everglades, y 240 millas (390 km) de canales que desvían el agua lejos de los Everglades van a ser destruidos. Durante los primeros cinco años de aplicación, CERP era responsable de la compra de 207 000 hectáreas (840 km²) de tierra a un costo de $ 1 mil millones. El plan apunta a pasar 10,5 mil millones dólares en 30 años, la combinación de 50 proyectos diferentes y dándoles plazos de 5-años. El Estado de Florida ha invertido más de $ 2 millones de dólares en la restauración de los Everglades, pero los fondos no han sido equiparados por el gobierno de EE. UU.. En junio de 2008, el gobierno de EE. UU. ha gastado sólo 400 millones de dólares el 7,8 mil millones dólares legislado. A pesar de esto, el parque nacional Everglades se retiró en 2007 de la Lista del Patrimonio Mundial en peligro. El Consejo Nacional de Investigaciones informó en septiembre de 2008 que no hay proyectos de CERP se había completado, y la falta de progresos en las entregas de agua al parque nacional Everglades "es una de las historias más desalentador en restauración de los Everglades".
El parque nacional Everglades está directamente afectada por los huracanes Katrina, Wilma y Rita en 2005. Tales tormentas son una parte natural del ecosistema del parque; 1960 el huracán Donna dejado nada en los manglares, pero "de pie inconvenientes muerto" varias millas de ancho, pero 30 años más tarde la zona había recuperado completamente. Como era de esperar, lo que más sufrió en el parque de los huracanes del 2005 fueron las estructuras hechas por el hombre. El centro de visitantes y se alojan en el Flamingo fueron dañados por 125 mph (201 km / h) y vientos de 8 pies (2,4 m), mareas de tempestad. El albergue ha estado funcionando durante 50 años cuando sufrió un daño irreparable y, finalmente derribado en 2009, no hay nada previsto para reemplazarla.

## Parque de la economía
El parque nacional Everglades se informó en 2005 un presupuesto de más de $ 28 millones. De esa cantidad, 14,8 millones dólares se concede desde el Servicio de Parques Nacionales, y 13,5 millones dólares de varias fuentes, incluyendo CERP, donaciones y otras subvenciones. La cuota de inscripción de los vehículos en el 2006 osciló entre $ 10 y $ 200 para viajes en autobús. De los casi un millón de visitantes al parque nacional Everglades, en 2006, más de 38.000 campistas durante la noche fueron, pagando 16 dólares por noche o $ 10 la noche de los permisos de travesía. Los turistas gastaron 2,6 millones dólares en el parque y $ 48 millones en las economías locales. Más de 900 puestos de trabajo se mantuvieron o creados dentro o por el parque y el parque de valor añadido de $ 35 millones para las economías locales.